# 8-й егерский полк
8-й егерский полк

## Места дислокации
В 1820 году — Ряжск (Рязанская губерния). Полк входил в состав 4-й пехотной дивизии. 

## Формирование полка
Сформирован 17 мая 1797 г. как 9-й егерский полк, 26 марта 1801 г. назван 7-м егерским полком, в 1814 г. назван 8-м гренадерским егерским; в 1815 г. назван 3-м карабинерным полком. 28 января 1833 г. полк был упразднён и его батальоны по одному были присоединены к гренадерским полкам Киевскому, Таврическому и Московскому. По данным В. К. Шенка 3-й карабинерный полк был разделён пополам и его части поступили в Киевский и Таврический полки, в Московский гренадерский полк поступил батальон 4-го карабинерного полка (бывшего 14-го егерского полка).

## Кампании полка
Все три батальона состояли в 10-й пехотной дивизии Дунайской армии и принимали участие в войне против турок. С началом Отечественной войны два батальона были назначены в 5-й корпус и двинуты с армией Чичагова против Наполеона и участвовали в деле при Березине; один батальон был оставлен на Молдавской границе для её охраны.
Полк также принимал участие в подавлении Польского восстания 1830—1831 гг.

## Знаки отличия полка
8-й егерский полк имел следующие знаки отличия: две серебряные трубы с надписью «За отличие 14 августа 1813 г. при Кацбахе», пожалованная 30 ноября 1813 г.; знаки отличия на головные упоры для нижних чинов с надписью «За Варшаву 25 и 26 августа 1831 г.», пожалованные в 1831 г.

## Шефы полка
- 17.01.1799 — 09.07.1800 — генерал-майор Грамсдорф, Антон Антонович
- 09.07.1800 — 10.01.1802 — полковник Приоуда, Пётр Карлович
- 10.01.1802 — 22.02.1804 — полковник Лаптев, Василий Данилович
- 22.02.1804 — 28.12.1805 — полковник граф Головкин, Гавриил Гавриилович
- 05.03.1806 — 22.06.1815 — полковник Белокопытов, Иван Петрович

## Командиры полка
- 17.05.1797 — 17.01.1799 — подполковник (с 11.10.1797 полковник, с 18.10.1798 генерал-майор) Грамсдорф, Антон Антонович
- 07.05.1799 — 27.09.1799 — полковник Гангеблов, Семён Георгиевич
- 25.11.1799 — 30.12.1800 — подполковник (с 14.01.1800 полковник) Пахомов, Даниил Васильевич
- 30.12.1800 — 04.09.1805 — подполковник (с 01.01.1801 полковник) Коломара, Дмитрий Константинович
- 10.01.1807 — 12.08.1807 — полковник Иванов, Иван Дмитриевич
- 27.04.1808 — 20.12.1808 — майор Кошелев, Василий Харламович
- 20.12.1808 — 28.07.1811 — майор Каплинский, Андрей Николаевич
- 19.03.1812 — 01.06.1815 — майор (с 08.04.1813 подполковник, с 16.04.1814 полковник) Слюняев, Григорий Демьянович
- 17.06.1815 — 22.06.1815 — полковник Кленовский, Осип Матвеевич
- 22.06.1815 — 27.12.1815 — полковник Белокопытов, Иван Петрович
- 27.12.1815 — 05.12.1816 — полковник Кленовский, Осип Матвеевич
- 05.12.1816 — 06.12.1826 — подполковник (с 06.10.1817 полковник) Гельвиг, Александр Яковлевич 2-й

См. также: 51-й егерский полк.